# Isabelle Stewart

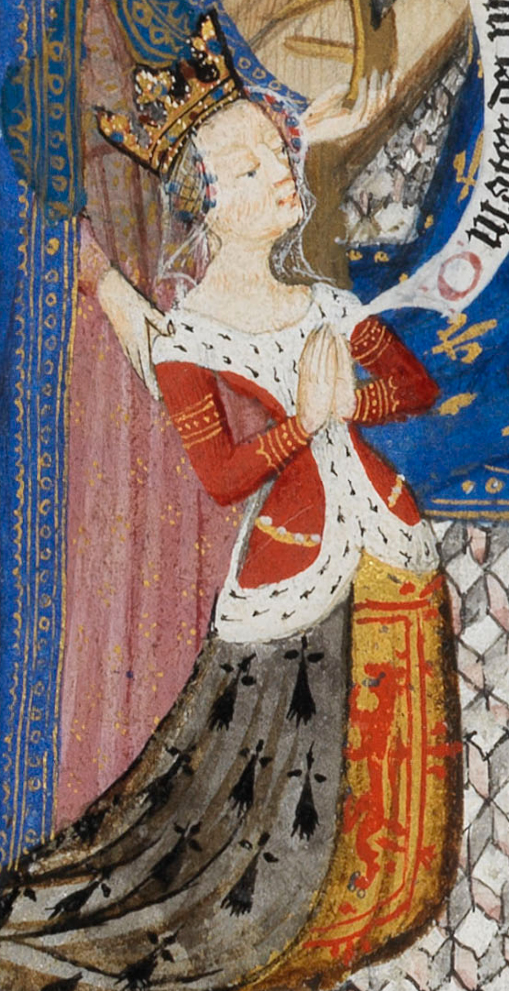
Isabelle Stewart, Herzogin von Bretagne

Isabelle Stewart (* 1426, wohl im Herbst; † zwischen 13. Oktober 1494 und 5. März 1499) aus dem Haus Stewart war eine schottische Prinzessin, die durch ihre Heirat mit Franz I. von der Bretagne (1414–1450) Herzogin der Bretagne wurde.

## Leben
Isabelle war die zweite Tochter von Jakob I. von Schottland und Joan Beaufort. Ihre ältere Schwester Margarete (1424–1445) heiratete 1436 den Dauphin und nachmaligen König Ludwig XI. von Frankreich; die Ehe war aber ohne Nachkommen, als Margarete 1445 starb.
Isabelles Ehe mit Franz, dem Sohn und Erben von Herzog Johann VI. von Bretagne, war seit 1430 geplant. Johann entschied sich dann aber für Yolande von Anjou, Tochter des Herzogs Ludwig II. und der Jolanthe von Aragón (Jüngeres Haus Anjou); die Ehe wurde 1431 geschlossen, es kam ein Sohn zur Welt, der jung starb, auf jeden Fall vor dem 17. Juli 1440, dem Todestag Yolandes – worauf der Plan der Ehe zwischen Franz und Isabelle wieder aufgenommen wurde. Der Ehevertrag wurde am 19. Juli 1441 vereinbart und am 29. September 1441 ratifiziert. Am 29. Juni 1442 starb Herzog Johann VI. und Franz wurde der neue Herzog von Bretagne. Isabelle kam im Oktober 1442 auf einem Schiff in Auray an und heiratete persönlich am 30. Oktober 1442 auf Burg Auray den neuen Herzog.
Nach der Hochzeit begab sich der gesamte Hof für acht Tage zu Festlichkeiten nach Rennes. Zur Hochzeit schenkte ihr Mann ihr ein illuminiertes Stundenbuch, das so genannte Stundenbuch der Isabella Stuart.
Franz I. starb im Juli 1450. In seinem Testament hatte er Isabelle die Herrschaft Guérande, seinen Besitz auf der Rhuys-Halbinsel mit der Burg Suscinio, die Le Croisic und die Île de Batz als Wittum überlassen, sowie sie zum Ersten Testamentsvollstrecker ernannt und zum Vormund für ihre beiden Töchter gemacht. Sie nahm ihre Residenz in Suscinio, Guérande oder auf der Insel Batz. Isabelles Bruder Jakob II. von Schottland bemühte sich nun nachdrücklich darum, sie zur Rückkehr nach Schottland zu bewegen, wo er hoffte, eine zweite Ehe für sie zu arrangieren; es war die Rede davon, dass sie Karl, Prinz von Viana, den Erben des umkämpften Königreichs Navarra, heiraten solle, doch dieser Vorschlag scheiterte an der Ablehnung durch Karl VII. von Frankreich. Isabelle wiederum verweigerte die Rückkehr nach Schottland und konnte dem Druck auch widerstehen, mit der Begründung, sie sei in der Bretagne glücklich und beliebt und ohnehin zu gebrechlich, um zu reisen. Andererseits beklagte sie sich darüber, dass ihre Mitgift noch offenstehe, und verlangte, dass diese an sie ausgezahlt werde. Jakob musste die Entscheidung seiner Schwester akzeptieren, als Witwe in der Bretagne zu bleiben.
Isabelle Stewart testierte am 16. November 1482 (und wird in  diesem Dokument Ysabeau genannt). Sie starb zwischen dem 13. Oktober 1494 und dem 5. März 1499, und wurde im Chor der Kathedrale Sainte-Pierre de Vannes bestattet.

## Stundenbücher
Isabelle war sehr gläubig, und es sind vier Stundenbücher bekannt, die mit ihr in Verbindung gebracht werden.
Das persönliche Gebetbuch, das als „Stundenbuch der Isabella Stuart“ bekannt ist und im Fitzwilliam-Museum in Cambridge aufbewahrt wird, wurde ihr von ihrem Ehemann Franz I. nach ihrer Heirat geschenkt. Es ist eines der am umfangreichsten illustrierten Stundenbücher, die es gibt. Dieses Buch war zuvor im Besitz seiner ersten Frau Yolande von Anjou (1412–1440), die es von ihrer Mutter Yolande von Aragon (1381–1442) bekommen hatte. Das Buch wurde für Isabelle in zwei Etappen neu gestaltet, um Bilder der schottischen Prinzessin in heraldischer Kleidung (das Hermelin der Bretagne und der Löwe Schottlands) und ihr eigenes Wappen aufzunehmen. Isabelle gab das Buch an ihre ältere Tochter Margarete weiter.
In der Bibliothèque nationale de France werden zwei weitere Bücher aufbewahrt, die wahrscheinlich von ihr in Auftrag gegeben wurden.

## Nachkommen
Isabelle und Franz bekamen zwei Töchter:
- Marguerite (* um 1443[14]; † 25. September 1469 auf Schloss Nantes[15]), testierte am 22. September 1469, bestattet in der Karmelitenkirche von Nantes; ⚭ 16. November 1455[16] in der Notre-Dame-Kapelle auf der Place des Lices in Vannes Franz von Bretagne (* 23. Juni 1435[17] † 9. September 1488), Graf von Étampes, 1458 Herzog von Bretagne
- Marie (* Ende 1447[18]; † zwischen 2. November 1506 und 17. November 1511), vermutlich im Franziskanerkonvent von Landerneau bestattet; ⚭ (Ehevertrag vom 10. Februar 1455) 8. März 1462[19] auf der Burg von La Chèze Jean II. de Rohan, Vicomte de Léon, dann Vicomte de Rohan et de Léon, Comte de Porhoët, Seigneur de La Garnache, Beauvoir-sur-Mer et de Blain (* 6. November 1452 auf Burg La Chèze; † 1516), Sohn von Alain IX. de Rohan, Vicomte de Rohan et de Léon, Comte de Porhoët, und Marie de Vaudémont (Haus Rohan).